# Feindberührung
Das Wort Feindberührung englisch enemy contact ist eine Bezeichnung für Kontakt von gegnerischen Parteien. Der Begriff ist im deutschsprachigen Raum in einer Vielzahl von militärischen oder geheimdienstlichen Berichten und Weisungen bekannt.

## Feindberührung beim Militär
Im Militärwesen bedeutet Feindberührung die erste und weitere Begegnungen von Kriegsgegnern. Die militärische Bezeichnung des Momentes und der Begrifflichkeit hat Bedeutung in einer um 1870 entstandenen Theorie von Helmuth von Moltke. Er hielt darin aufgrund verschiedener unvorhersehbarer Faktoren einen Feldzug nur bis zur ersten Feindberührung für vorausplanbar. Hieraus resultierte die von ihm entwickelte Auftragstaktik, welche bis heute wesentliches Merkmal militärischen Führungsdenkens in den Streitkräften Deutschlands ist. Der Begriff umfasst nicht nur ein erstes Gefecht, sondern generell die erstmals gemachten realen Erfahrungen beispielsweise auch in Hinblick auf Ort und Stärke des Feindes. Theoretische Annahmen werden so ersetzt und zudem häufig Befehle oder Weisungen innerhalb eines Auftrages wirksam. Im Bereich der Marine wird die Begegnung von gegnerischen Fahrzeugen ebenfalls als Feindberührung bezeichnet.

## Feindberührung bei Nachrichtendiensten
Bei Nachrichtendiensten wird unter Feindberührung der Kontakt von jeweils gegnerischen Parteien und beauftragten Personen verstanden. Für das Verhalten, welches Agenten oder andere geheimdienstliche Mitarbeiter in den verschiedenen Situationen einzuhalten haben, werden in der Regel genaue Anweisungen zu verschiedenen Szenarien festgelegt. Hintergrund dieser Regelungen sind Einsatzrichtlinen und Erfahrungswerte, die darauf ausgerichtet sind möglichst effektiv Ziele zu erreichen und gleichzeitig dem Schutz der Operationen und der Beteiligten dienen sollen.

## Weitere Verwendung
In der Literatur und beim Film wird der Begriff Feindberührung verschiedentlich in Titeln und auch in der Handlung der Erzählungen genutzt. Das Buch Enemy Contact von Tom Clancy kann als Beispiel mit englischem Titel genannt werden.